# Station Trzebnica
Station Trzebnica is een spoorwegstation in de Poolse plaats Trzebnica.